# Lara Schnitger
Lara Schnitger (* 1969 in Haarlem) ist eine niederländische Objekt- und Installationskünstlerin.

## Leben und Kunst
Schnitger studierte 1987–1991 an der ältesten Kunstakademie Europas, der Koninklijke Academie van Beeldende Kunsten in Den Haag und 1991–1992 an der Akademie Vyvarni Umeni in Prag. 1999–2000 hatte sie einen Stipendiat-Aufenthalt im Kitakyūshū Zentrum für zeitgenössische Kunst in Südjapan. Heute lebt und arbeitet die Künstlerin in Los Angeles und Amsterdam sowie in Japan.
Schnitger experimentiert an den Grenzbereichen der Bildhauerei, indem sie – manchmal zeltartige – Textilskulpturen aus genähten und gestrickten Geweben herstellt, die oft mit anderen Materialien (Schaumstoff, Holz, Plastik) kombiniert werden. Dabei entstehen zu Themen, die Bereiche wie Mode, Privatsphäre und Sexualität berühren, fragile abstrakte Installationen, die mobil und dennoch irgendwie natürlich wirken.
Schnitger arbeitet auch mit Videos und Fotocollagen; letztere sind momentan beeinflusst von ihrem augenblicklichen Lebensraum Japan. Thema ihres Buches Lara Schnitger: Fragile Kingdom (Zerbrechliches Königreich) ist die Textilkunst sowie Kunst aus vergänglichen Materialien. Ihre Werke sind in zahlreichen international bedeutenden Galerien, Sammlungen und Museen zu sehen
Für die Straßenperformance "Suffragette City" kreierte Schnitger textile Skulpturen, Quilts und Korsagen mit Slogans, die den Zustand der Gesellschaft kommentieren. Die skulpturale Performance, die im öffentlichen Raum der Städte L.A., Basel, Paris, Dresden und Berlin stattfand, gilt als Statement für Gleichberechtigung und gegen populistische Bewegungen.

## Ausstellungen

### Einzelausstellungen (Auswahl)
- 2017 Too Nice Too Long, Anton Kern Gallery, New York
- 2017 Suffragette City, Performance, 16:30 Uhr Brandenburger Tor, Berlin
- 2017 Don´t Let The Boys Win., Galerie Gebr. Lehmann, Dresden
- 2015 Suffragette City, FRAC Champagne-Ardenne, Reims
- 2014 Never Alone: Sister of Arp by Lara Schnitger, Anton Kern Gallery, New York
- 2010 Lara Schnitger–Two Masters and Her Vile Perfume, Sculpture Center, New York
- 2009 Dance Witches Dance (with My Barbarian) (with My Barbarian), Luckman Fine Arts Complex, Cal State, Los Angeles
- 2008 Museum Arnhem, Holland
- 2008 Double Happiness, Galerie Gebr. Lehmann, Berlin
- 2006 Royal Academy of Arts (London)
- 2006 Nationalmuseum für Kunst, Architektur und Design (Oslo)
- 2005 Armand Hammer Museum of Art (Los Angeles)
- 2005 My Other Car is a BroomMagasin 3 Kunsthall Stockholm
- 2003 Sprengel-Museum (Hannover)
- 2002 Chinese European Art Center (Xiamen)
- 2001 Santa Monica Museum of Art (Santa Monica, USA)
- 2001 Basel Art Fair (Basel)
- 1997 University of Buffalo Art Gallery (Buffalo, NY)
- 1996 Anton Kern Gallery (New York, NY)

### Gruppenausstellungen (Auswahl)
- 2018 bitch MATERial, Studio1 Kunstquartier Bethanien, Berlin
- 2017 Das Ereignis eines Fadens / The Event of a Thread, Kunsthaus Dresden, Dresden
- 2016 Revolution in the Making: Abstract Sculpture by Women, 1947–2016, Hauser Wirth & Schimmel, Los Angeles
- 2015 No Man´s Land - Women Artists from the Rubell Family Collection, Rubell Family Collection, Miami
- 2015 Poor Art–Rich Legacy. Arte Povera and parallel practices 1968–2015, Nationalmuseum Oslo, Oslo
- 2014 Beating around the bush, Episode #2, Bonnefantenmuseum, Maastricht
- 2013 Paintings, Sculptures, Drawings and Mixed Media Artworks, The Rema Hort Mann Foundation, New York
- 2012 More to Tell, Museum Het Domein, Sittard
- 2011 The Artist’s Museum, Museum of Contemporary Art, Los Angeles
- 2011 Investigation of a Dog: Works from the FACE collections, Magasin 3 Stockholm Konsthall, Stockholm
- 2009 Strike a Pose, Stephen Friedman Gallery, London
- 2009 Double Dutch, Hudson Valley Center for Contemporary Art, Peekskill
- 2008 Carried away, Museum Arnhem
- 2007 Fantastic Politics, The National Museum of Contemporary Art, Oslo
- 2006 Red Eye: L.A. Artists from the Rubell Family Collection, Rubell Family Collection, Miami
- 2006 The “F” word, Andy Warhol Museum, Pittsburgh
- 2005 THING New Sculpture from Los Angeles, Hammer Museum, Los Angeles
- 2004 Obsession, Galerie Diana Stigter, Amsterdam
- 2003 Nice and Easy, Sprengel Museum, Hanover
- 2002 Building Structures MoMA PS1, New York
- 2002 Shanghai Biennale, Shanghai
- 2000 Raumkörper, Netze und andere Gebilde, Kunsthalle Basel
- 1999 Liverpool Biennale
- 1995 Stedelijk Museum (Amsterdam)

### Werke in öffentlichen Sammlungen
- Stedelijk Museum in Amsterdam
- The Saatchi Gallery in London

## Projekte
- 2015 Suffragette City, Installation, Art Basel Parcours 2015, Basel